# Ашибагаты
Ашибага́ты, ашабага́ты (бур. Ашаабагад) — народность (племя) в составе бурят. Также известны как ашабагаты, ашебагаты, ашехабаты. Были самым западным этнополитическим союзом бурят. Места традиционного расселения ашибагатов простираются до Бирюсы на западе, по среднему течению Уды (Чуны), долине Ии, на востоке — в долине Оки в её среднем течении. В настоящее время ашибагаты также проживают в районах Усть-Ордынского Бурятского округа и на территории селенгинской долины в Бурятии.

## Этноним
Этноним ашибагад (ашаабагад, ашабагад, ашебагад, ашехабад) расчленяется на "aša" — „племянник” и "abaga" — „дядя” . Возникновение подобного этнонима можно объяснить тем, что ашибагаты были поздними переселенцами в Прибайкалье. Термин "aša" со значением „племянник” скрывал в себе смысл поздних переселенцев. К тому же, в устных народных преданиях об ашибагатах говорится „Ашаанда ерэhэн Ашаабагад — с обозом пришедший Ашибагат” , что, по-видимому, ещё раз подтверждает версию о более позднем появлении ашибагатов в Прибайкалье относительно других булагатских племён.
Родоначальник рода — Ашибагат, согласно устным преданиям является правнуком Булагата, общего предка булагатских родов.
В некоторых источниках ашибагаты упоминаются как сипугаи, асипугаты.

## История
Ашибагаты являются выходцами из Центральной Азии. Сам род традиционно причисляется к большому племени булагатов. Имеют общее происхождение с другим булагатским родом — абаганад. Этнонимы ашибагад, абаганад связывают с древним монгольским этнонимом "абга, авга". Этноним "авга" уходит вглубь истории, вплоть до сяньби, о чем свидетельствует в своей работе Г. Сухбаатар, первым же такую трактовку предложил Л. Базен сравнивая с „абга, авга” сяньбийский аймак Афугань. Абга и абганары находились под управлением Бельгутея, брата Чингисхана, а в дальнейшем вплоть до XX в. под управлением его потомков.
О широком распространении в Монголии племён с корнем "абга, авга", "awãgã" (awãgãtèŭd, barún awãgã, züün awãgã, а также собственно awãgã) свидетельствует одна из карт Этнолингвистического атласа МНР. Во Внутренней Монголии абага и абаганары расселены в аймаке Шилин-Гол. Абаганары известны среди калмыков. В составе дербетов, баятов, олётов — авгас. Род авгас также входит в состав этнической группы басигитов (башгид, башигид, басгыд), которые в свою очередь являются субэтносом мингатов (мянгатов). В работе Х. Нямбуу в списке подразделений баргутов также упоминается малое племя авгачуул. Среди узумчинов — авгачин. В составе селенгинских бурят проживают абгад (авгад), абагануд (абаганад, абгануд).
Исходя из этого, можно полагать, что вышеперечисленные этносы имеют общие корни и происходят от тех абага, которые приняли участие в формировании населения Прибайкалья. Указанные группы абага — лишь небольшая часть древнего этноса, сохранившего своё наименование и принявшего участие в формировании как халха-монголов, ойратов, монголов Внутренней Монголии, моголов Афганистана, так и в формировании современных баргутов и бурят.
Ашибагаты проникают в Прибайкалье во времена становления Монгольской империи. После переселения вошли в состав булагатов.
Ашибагаты выделились из булагатов в XV—XVI вв. и проникли в район среднего течения Уды, где сохранились архаичные осколки ойратского населения, а также недавно прибывших монголов в окружении кетов, самоедов и тюрков — оленеводов и охотников. На основе малого племени ашибагатов и удинского монгольского населения формируется большое племя ашибагат, которое начинает экспансию в западном направлении.
В первой половине XVII века ашибагаты проводили агрессивную политику в отношении местных коттских, тунгусских и тюркских охотничьих и оленеводческих племён, о чем свидетельствуют донесения русских служивых людей. Продвижение на запад и северо-запад было остановлено встречным движением Российского государства, стремящегося расширить восточные рубежи путём завоеваний таёжной полосы Евразии. В состав ашибагатов входили все ныне известные малые племена территориальной группировки нижнеудинских бурят на западе, а также шараты унгинско-окинские и тэртэевцы унгинские на востоке. Основа этой общности — малое племя ашибагат расселялось в пределах среднего течения рек Оки, Ии и их притоков.
Во второй половине XVII века распались военно-потестарные образования ашибагатов, икинатов и сэгэнутов. Часть ашибагатов впоследствии переселяется в Халху, а затем и на территорию долины Селенги в Бурятии, где образуют Ашибагатский административный род в составе Селенгинской степной думы.

## Ашибагатские роды
В составе большого племени ашибагатов значатся такие роды, как ашибагад (ашаабагад, ашабагад, ашебагад, ашехабад), шарад, тэртэ, а также все остальные роды нижнеудинских бурят: тумэшэ, кулмэнгэ (хулмэнгэ), мальжираг, туряалаг (вкл. унхатуряалаг), кхоршон, кара коршон, саган коршон, янта коршон, котоб, барунгар, якта, бэбри, кхотомуд, кхурдуд (хурдуд), кара-дархан (ко-дархан), саган тинса, кара тинса, бакан, бурхан шубун, шуртос. Также в числе примкнувших к ашибагатам упоминаются следующие ветви (уруки, ураки): нохой ураг, буруу ураг, бархуун ураг, бахидал ураг, бурхан ураг, сагаа ураг, зоригто ураг. В составе административного рода балаганских ашибагатов отмечены роды: хотогойд и хонхирад. В составе хамниганского рода мунгал значится подразделение асивагат.
Селенгинские ашибагаты. В составе крупного ашибагатского рода на территории селенгинской долины, кроме самих ашибагатов, значатся роды разного происхождения, в числе которых булагатские: буин, бумал; хонгодоры; эхиритские: абзай, шоно (чонод); селенгинские: урянхай, табангуд, хатагин, арбанад, солон. Также упоминаются следующие кости: цоргил (соргил-абатай), алцутха, байдал, тэлэгун, галзуд, хэнцэх, бэбэлэг, бухари, тайшиуд, шири, байдан, ахайн (ахан-фунзан), боготул, гозум.
В состав административного рода ашибагатов в составе Селенгинской степной думы входили следующие десятки: Кударинский, Шазагайский, Усть-Тамирский, Торминский, Ара-Киретский, Дужойский, Саганов, Жиндоконский.
Ашибагаты Монголии. На территории Селенгинского аймака Монголии проживают представители родов: ач абгад, ашибагад. Потомки ашибагатов, проживающие на территориях Хубсугульского, Забханского, Архангайского, Булганского и Центрального аймаков Монголии, ныне являются носителями этнонима хариад. Этноним ашибагад у хариадов был трансформирован. Носители разбили этноним на его составляющие, появились ач хариад, авга хариад, также появились чисто географические деления баруун хариад (западные хариады), зуун хариад (восточные хариады), дунд хариад (средние хариады). Также в составе хариадов значится род сахлаг цагаан хариад. Среди сонголов упоминаются роды: ашаавгад сонгоол (ашибагад сонгоол), сорьёл-ашебагат, буин-ашебагат.
В Монголии зарегистрированы носители следующих родовых фамилий: ашавгад, ачавга, ачавгад, ачвагад, ашаавгад, ашавга, ашавагад, ашавга, ашибагад, ашивгад.

## Известные представители ашибагатов
- Цыремпил Ранжуров — первый бурятский революционер;
- Никифор Егунов — советский учёный;
- Александр Итыгилов — советский кинорежиссёр;
- Дамба Занданов — советский артист;
- Александра Сахаровская — советская художница;
- Геннадий Айдаев — мэр города Улан-Удэ;
- Антон Шомоев — первый бурятский гроссмейстер[20].